# Aalborg Håndbold
El Aalborg HB es un equipo de balonmano de la localidad danesa de Aalborg. Actualmente juega en la HåndboldLigaen, título que consiguió por primera vez en su historia en la temporada 2009/2010. El equipo se refundó en 2011 cuando el Aalborg Boldspilklub decidió deshacerse de su sección de balonmano.

## Palmarés
- Ligas danesas: 7
  - Temporadas: 2010, 2013, 2017, 2019, 2020, 2021, 2024

- Copas danesas: 2
  - Temporadas: 2018, 2021

- Super Copas danesas: 5
  - Temporadas: 2012, 2019, 2020, 2021, 2022

- Liga de Campeones de la EHF: Subcampeón
  - Temporadas: 2020-21

## Plantilla 2024-25
|  | Porteros - 01 Niklas Landin Jacobsen - 12 Fabian Norsten Extremos izquierdos - 06 Sebastian Barthold - 23 Buster Juul Extremos derechos - 04 Patrick Wiesmach - 19 Kristian Bjørnsen Pívots - 08 Felix Möller - 11 Simon Hald - 22 René Antonsen | Laterales izquierdos - 03 Lukas Nilsson - 21 Henrik Møllgaard - 18 Aleks Vlah - 25 Marinus Munk Centrales - 07 Thomas Sommer Arnoldsen - 09 Miguel Martins - 0 Sander Sagosen Laterales derechos - 14 Mads Hoxer Hangaard - 15 Jack Thurin - 17 Martin Larsen |